# ۱۳۳ (میلادی)
۱۳۳ (میلادی) صد و سی و سومین سال تقویم میلادی است.

## درگذشتگان
‎